# Schneeflöckchen (Ostrowski)
Schneeflöckchen (russisch Снегурочка) ist ein Märchendrama in vier Aufzügen und einem Vorspiel von Alexander Ostrowski. Tschaikowski hat die Musik zum Märchendrama geschrieben, das 1873 uraufgeführt wurde. Es hat außerdem Rimski-Korsakow zu seiner gleichnamigen Oper (1882) inspiriert. Die Geschichte kreist um die Figur der Snegurotschka, das Schneekind, das im Frühling mit dem ersten Sonnenstrahl schmelzen muss.

## Inhalt

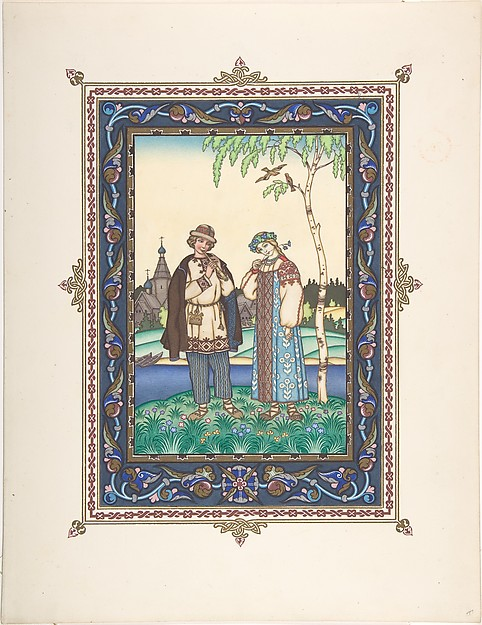
Schneeflöckchen und Lel, der Hirtenjunge – Illustration von Boris Sworykin (1925)

### Vorspiel
Frühlingsanfang im Land der Berendejer in vorgeschichtlicher Zeit. Die Lenzkönigin kehrt mit den Zugvögeln in den noch winterlich verschneiten Landstrich zurück, um den Menschen Wärme zu bringen. Sie rekapituliert, dass sie vor 16 Jahren ein Liebesverhältnis mit Vater Frost eingegangen war, aus dem eine Tochter hervorgegangen ist, Schneeflöckchen.
Vater Frost feiert freudig die Erinnerung an den vergangenen Winter, in dem er mit den Menschen seinen Spaß getrieben hat. Nun muss er bald wieder nach Sibirien ziehen. Die Lenzkönigin fragt nach Schneeflöckchen, aber diese brauche keine Hilfe, es gehe ihr gut. Vater Frost möchte, dass Schneeflöckchen fernab der Menschen auf ihrem Schloss lebe, mit Tieren als Wächter und Helferlein. Doch die Lenzkönigin möchte sie aus dieser Gefangenschaft befreien, denn die Tochter sehne sich nach den Menschen und nach Liebe. Vater Frost argumentiert dagegen, dass sie schon ein Sonnenstrahl töten könnte. Als Kompromiss schlägt der Vater vor, Schneeflöckchen als Pflegetochter zum Kätner zu geben, wo sie nicht die Blicke der Burschen auf sich zöge.
Schneeflöckchen selbst sagt, sie fühle sich vom Gesang der Menschen angezogen. Besonders einer habe es ihr angetan, der Hirtenjunge Lel. Der Vater lässt sie schlussendlich gewähren, warnt sie aber abermals vor den Gefahren der Sonne und der Menschen.
Eine Schar Berendejer trifft ein, im Schlepptau die Fastnacht (in Form einer Strohpuppe), die sie am Waldesrand abladen, zur symbolischen Begrüßung des Frühlings. Der Kätner ist bestürzt, dass die feuchtfröhliche Fastnacht schon vorbei ist, aber seine Frau drängt ihn zur Arbeit. Da treffen sie auf Schneeflöckchen und bieten ihr an, mit ihnen in die Vorstadt mitzukommen. Schneeflöckchen verabschiedet sich vom Wald.

### Erster Aufzug
In der Vorstadt Berendejewka, die durch den Fluss von der Stadt getrennt ist: Die Kätner sind nicht zufrieden mit ihrer angenommenen Tochter, da sie nur zu Hause herumsitze. Sie ermuntern sie dazu, einen Schwiegersohn nach Hause zu bringen. Die beiden Adoptiveltern machen sich dabei Hoffnung auf wertvolle Gastgeschenke durch Schneeflöckchens Verehrer.
Derweil soll der arme Hirtenjunge Lel in der Hütte des Kätners übernachten, da die übrigen Vorstadtbewohner Angst haben, dass der schöne Lel ihre Frauen oder Töchter bezirzt. Lel singt Schneeflöckchen ein Lied und lässt sich eine Blume von ihr schenken, doch als ihm andere Mädchen zuwinken, wirft er die Blume fort und rennt davon. Schneeflöckchen schmerzt dieses Verhalten sehr.
Einig Burschen und Mädchen necken sich. Kupawa gesteht Schneeflöckchen, dass sie sich mit einem reichen Kaufmann aus der Zarenstadt verlobt hat, Misgir. Dieser erscheint und freit Kupawa, doch während alle beschwingt weiter ziehen, verweilt er bei der Hütte des Kätners, wo er Schneeflöckchen erblickt. Sofort verliebt er sich in sie und verlässt auf der Stelle Kupawa. Diese verflucht ihn daraufhin. Die Anwesenden raten ihr jedoch, dem Zaren ihr Leid zu klagen.

### Zweiter Aufzug
Im Palast des Zaren Berendej: Im Gespräch mit seinem Kanzler beschließt der Zar, den zürnenden Sonnengott Jarilo mit einer großen Feier zur Sonnenwende zu besänftigen.
Das erscheint Kupawa und klagt dem Zaren ihr Leid, den Treuebruch ihres Verlobten Misgir. Der Zar beschließt, sofort eine Gerichtsverhandlung darüber abzuhalten. Misgir bekennt sofort seine Schuld und wird vom Zaren des Landes verwiesen. Allerdings lässt Misgir Schneeflöckchen herbeirufen. Der Zar ist sofort von ihr bezirzt und beschließt, sie dem Sonnengott Jarilo als Opfer anzubieten. Außerdem wird der Hirtenjunge Lel damit beauftragt, Schneeflöckchen mit der Liebe vertraut zu machen, denn sie hat dieses Gefühl bisher nicht gespürt.

### Dritter Aufzug
Im heiligen Wald: Alles tanzt und ist vergnügt. Nachdem Lel den Zaren mit seiner Sangeskunst erfreut hat, soll er sich auf dessen Geheiß eine Braut erwählen. Schneeflöckchen hofft, dass die Wahl auf sie fällt, sie versucht Lel für sich zu gewinnen. Als dieser kurz verschwindet, taucht Misgir auf, der Schneeflöckchen wiederum seine Liebe gesteht und mit ihr fliehen möchte. Als sie sich weigert, ihm entgegenzukommen, wird er handgreiflich. Doch der Waldschratt taucht auf und hält ihn fest, sodass Schneeflöckchen fliehen kann. Als sie sich wieder mit Lel trifft, geht dieser kurz auf die Seite, um sich seinerseits mit Kupawa zu treffen. Die beiden gestehen sich ihre Liebe, wieder zum Leidwesen Schneeflöckchens. Am Ende des Aufzugs fleht sie ihre Mutter, die Lenzkönigin, an, ihr ein Herz zu geben und Liebe zu lehren.

### Vierter Aufzug
Im Tal des Sonnengottes Jarilo: Die Lenzkönigin haucht ihrer Tochter Liebesgefühle ein. Sie werde sich nun in den ersten Jüngling, der ihr begegne, unrettbar verlieben. Die Mutter warnt ihre Tochter noch einmal vor den Strahlen Jarilos und verschwindet dann. Schneeflöckchen begegnet Misgir und entbrennt in Liebe zu ihm. Dieser kann sein Glück kaum glauben und möchte sie bei Sonnenaufgang als seine Braut zum Zaren führen. Obwohl Schneeflöckchen ihn warnt, dass das ihren Tod bedeuten würde, besteht er darauf, da er dies nicht ernst nimmt.
Als sie vor den Zaren treten und Schneeflöckchen auch ihm gegenüber bestätigt, dass sie Misgir liebt, trifft sie ein Sonnenstrahl. Im höchsten Liebesrausch schmilzt sie und vergeht. Misgir fühlt sich von den Göttern betrogen und stürzt sich in den See. Der Liebestod der beiden besiegelt das Ende des Zorns von Jarilo. Das Drama endet mit einem Lobgesang des Volkes, das Wärme, Licht und Leben feiert.

## Volltext
- das Märchendrama im russischen Original auf Wikisource

## Ausgaben
A. N. Ostrowskij: Schneeflöckchen. Ein Frühlingsmärchen in 4 Aufzügen und einem Vorspiel. In: Meisterwerke der russischen Bühne. Ausgewählt, übersetzt und eingeleitet von Arthur Luther. Leipzig: Bibliographisches Institut 1922. S. 199–290.